# Josef Perterer
Josef Perterer (* 18. Dezember 1902 in Innsbruck; † 6. September 1962 ebenda) war ein österreichischer Freiwilliger im Spanischen Bürgerkrieg.

## Leben
Auf Grund seiner Beteiligung an der Höttinger Saalschlacht und einer deshalb drohenden Verurteilung emigrierte der gelernte Maschinenschlosser 1932 in die Sowjetunion. Nach Ausbruch des Spanischen Bürgerkrieges ging er 1938 nach Spanien und kämpfte in den Internationalen Brigaden auf der Seite der Spanischen Republik. 
Wie viele andere Interbrigadisten, vor allem auch Deutsche und Österreicher, floh er 1939 vor Massakern der Franco-Truppen über die Grenze nach Frankreich. Dort wurde er in ein improvisiertes Internierungslager in Saint-Cyprien eingewiesen. Später kam er in das Internierungslager Camp de Gurs sowie anschließend in das Internierungslager Le Vernet. Am 14. Februar 1942 wurde er den deutschen Behörden übergeben. Perterer wurde nun vom 11. April 1942 bis zum 16. September 1942 von der Gestapo in Innsbruck gefangengehalten. Danach kam er in das Arbeitserziehungslager Reichenau, wo er ab dem 1. Januar 1943 nach Aufhebung seiner Schutzhaft gezwungen wurde für die Gestapo als Russisch-Dolmetscher im Lager zu arbeiten. 
Nach Ende des Zweiten Weltkrieges wurde er 1945 deswegen von den französischen Besatzern drei Jahre, vom 28. September 1945 bis 25. November 1948, inhaftiert. Wegen Misshandlung russischer Zwangsarbeiter wurde er vom Volksgericht Innsbruck 1950 verurteilt. Perterer selbst hatte eingeräumt "Ohrfeigen verteilt zu haben".
Im Nachkriegsösterreich wurde er als Arbeiter bei der Städtischen Müllabfuhr Innsbrucks tätig.  Perterer war verheiratet und hatte zwei Kinder. 